# Komitet Centralny Polskiej Zjednoczonej Partii Robotniczej

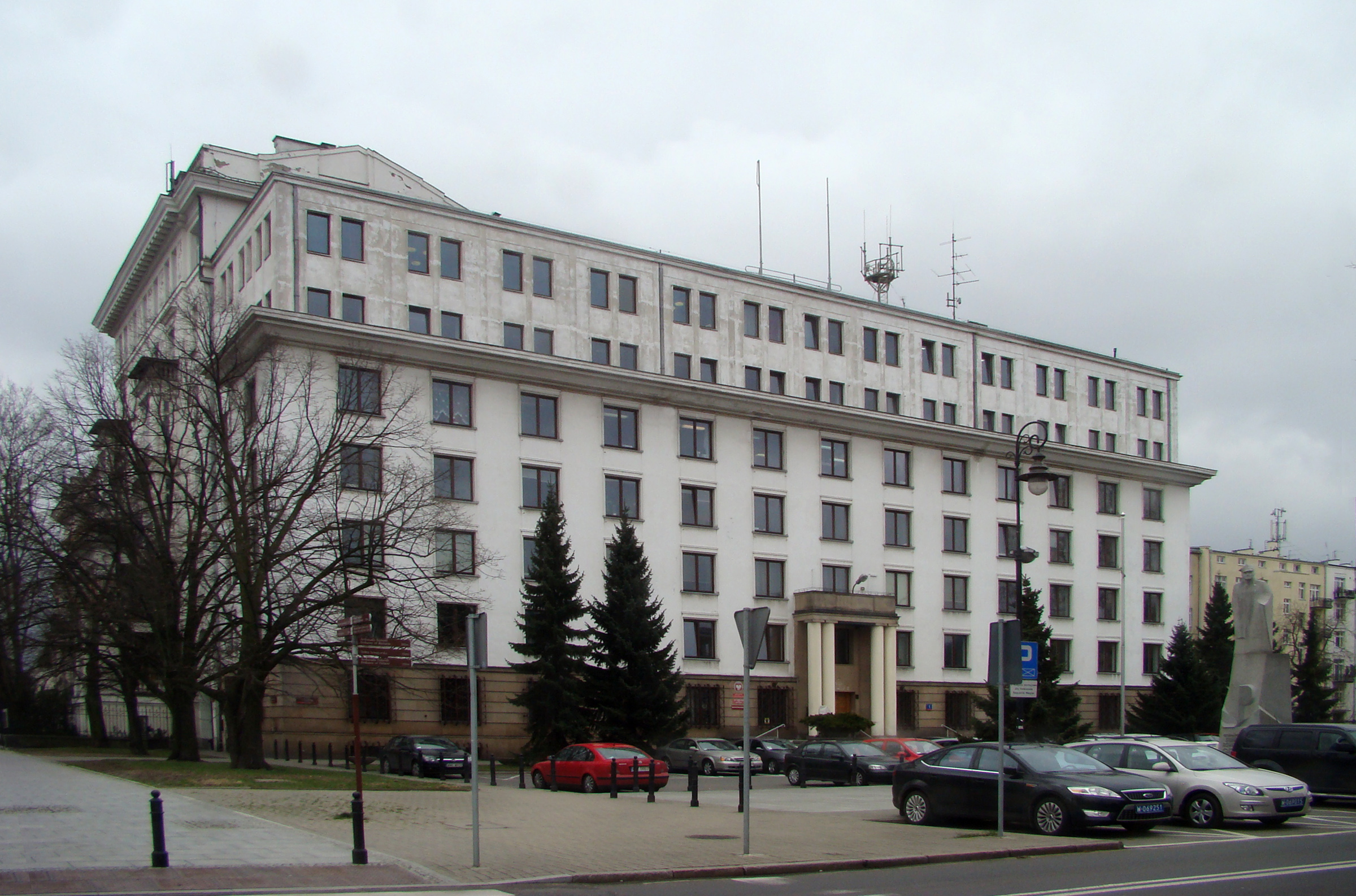
Pierwsza siedziba KC PPR/PZPR przy ul. Chopina 1 (1948–1952), tzw. Mały Dom Partii (obecnie działów Ministerstwa Sprawiedliwości i Sądu Okręgowego)

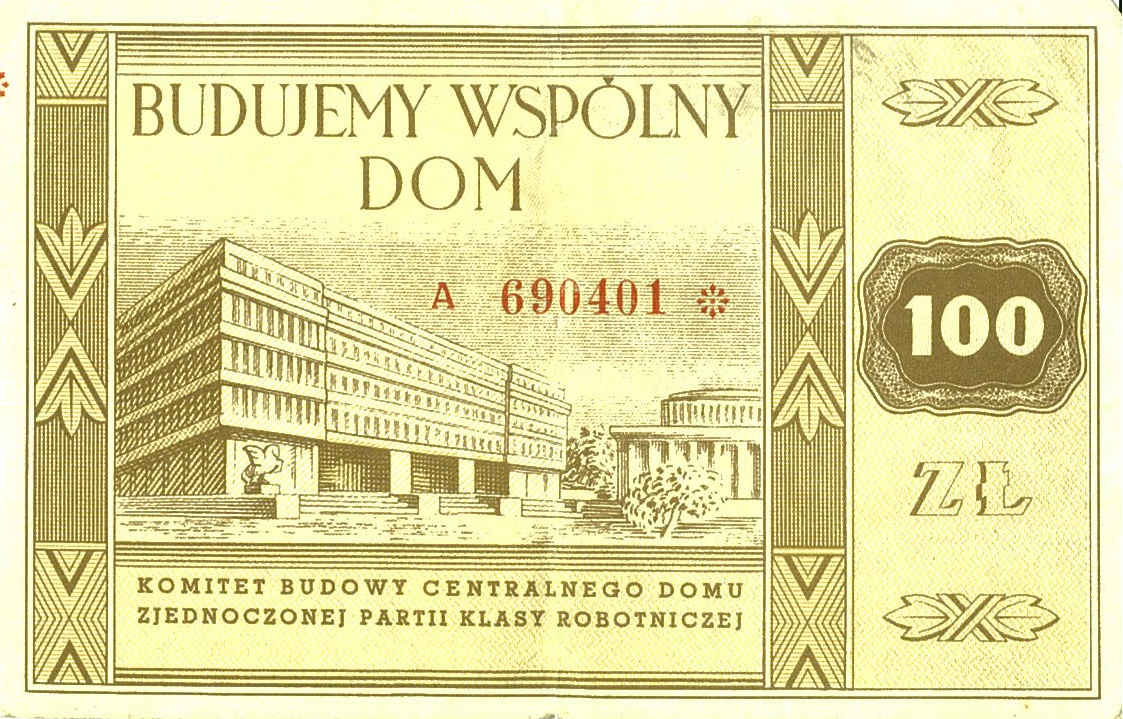
Cegiełka na rzecz budowy gmachu KC PZPR w Warszawie

Komitet Centralny Polskiej Zjednoczonej Partii Robotniczej (KC PZPR) – organ kierowniczy Polskiej Zjednoczonej Partii Robotniczej (PZPR) w latach 1948–1990; najwyższa władza PZPR między zjazdami, kierująca całokształtem pracy partii.

## Organizacja i działalność KC PZPR
Komitet Centralny był najwyższą władzą PZPR między zjazdami, kierującą pracą partii i w efekcie kraju. I sekretarze KC PZPR (do 1954 sekretarze generalni PZPR) byli de facto najważniejszymi osobami w państwie w czasach Polski Ludowej.
Komitet Centralny był powoływany na zjazdach partii. Po utworzeniu powoływał z kolei Biuro Polityczne KC i Sekretariat KC, a także inne organy pomocnicze. Biuro Polityczne kierowało jego pracą między posiedzeniami plenarnymi, odbywającymi się nie rzadziej niż raz na cztery miesiące. Sekretariat KC kierował pracą bieżącą, głównie w dziedzinie kontroli wykonania uchwał partii i doboru kadr.
Komitetowi Centralnemu podlegały komitety wojewódzkie PZPR, które kierowały komitetami powiatowymi, miejskimi, zakładowymi, miejsko-gminnymi i gminnymi PZPR.

## Komórki organizacyjne
Do 1990 aparat KC PZPR składał się z komórek:

- Kancelaria Sekretariatu KC
- Komisja Skarg, Wniosków i Sygnałów od Ludności
- Wydział Gospodarki Wewnątrzpartyjnej
- Wydział Ideologiczny
- Wydział Kultury
- Wydział Międzynarodowy
- Wydział Młodzieży, Stowarzyszeń i Organizacji Społecznych
- Wydział Nauki i Oświaty
- Wydział Organów Przedstawicielskich
- Wydział Polityki Informacyjnej
- Wydział Polityki Kadrowej
- Wydział Polityki Społeczno-Ekonomicznej
- Wydział Pracy Partyjnej
- Wydział Prawa i Praworządności
- Wydział Wsi i Polityki Rolnej
- Centralne Archiwum KC PZPR

.
Przy KC funkcjonowały:
- Akademia Nauk Społecznych PZPR
- Ośrodek Kursów Partyjnych
- Trybuna Ludu – organ KC PZPR
- Książka i Wiedza – wydawnictwo literatury partyjnej
- Życie Partii – organ KC PZPR
- Nowe Drogi – organ teoretyczny i polityczny KC PZPR
- Chłopska Droga – tygodnik KC PZPR dla wsi
- Zagadnienia i Materiały – materiały szkoleniowe Wydziału Propagandy i Agitacji KC PZPR
- Ideologia i Polityka – miesięcznik Wydziału Pracy Ideowo-Wychowawczej KC PZPR
- Problemy Pokoju i Socjalizmu – miesięcznik teoretyczny „partii komunistycznych i robotniczych” świata wydawany pod patronatem radzieckim w latach 1958–1990 w Pradze
- Robotnicza Spółdzielnia Wydawnicza „Prasa-Książka-Ruch” – podmiot wydawniczo-dystrybucyjny KC PZPR[2][3][4][5][6][7][8].

## Siedziba KC PZPR
W latach 1948–1952 centrum decyzyjne PPR (a następnie PZPR) mieściło się przy ul. Chopina 1, róg Al. Ujazdowskich 19, w budynku wybudowanym w miejscu wypalonej kamienicy Spokornego, później zajmowanym przez Komitet Warszawski PZPR, a obecnie przez szereg komórek Ministerstwa Sprawiedliwości i Sądu Okręgowego w Warszawie. Następnie, do 1990, Komitet Centralny pomieszczono w budynku wzniesionym w latach 1948–1952 z obligatoryjnych składek (cegiełek) rozprowadzanych wśród całego społeczeństwa, oficjalnie noszącym nazwę Domu Partii, popularnie – „Białego Domu”.